# Шчепанович, Срджан
Срджан Шчепа́нович (черног. Срђан Шћепановић / Srđan Šćepanović, 20 октября 1994, СРЮ) — черногорский футболист, защитник. В настоящее время выступает за плевлинский «Единство».

## Карьера
Срджан является воспитанником ФК «Рудар». Там же и начал играть на профессиональном уровне. Дебют Шчепановича в основном составе клуба состоялся 30 мая 2012 года в заключительном, домашнем для Рудара матче чемпионата Черногории против «Бокеля». Срджан вышел на поле на 81-й минуте матча и отыграл его до конца. Итоговый счёт 6:2 в пользу «Рудара» и по итогам сезона он занимает второе место и проходит в лигу Европы, а «Бокель» напрямую вылетает во вторую лигу. В итоге, в основном составе Рудара Срджан сыграл всего лишь 9 минут.

## Достижения
- Серебряный призёр чемпионата Черногории: 2011/12
- Финалист кубка Черногории: 2011/12